# Neferkare Pepiseneb
Neferkare Pepiseneb (také Neferkare Chered Seneb a Neferkare VI.) byl egyptský faraon z 8. dynastie během prvního přechodného období. Podle egyptologů Kima Ryholta, Jürgena von Beckeratha a Darrela Bakera byl dvanáctým králem osmé dynastie.

## Identita
Jméno Neferkare Pepiseneb se nachází pouze na abydoském seznamu králů. Jürgen von Beckerath ztotožnil jméno Neferkare Pepiseneb se jménem Neferkare Chered Seneb, které se objevuje v Turínském seznamu králů.

## Jméno
Přídomek Chered ve jméně Neferkare Chered Seneb znamená „dítě“ nebo „mladý“. V důsledku toho je Neferkare Chered Seneb přeložen jako Neferkare dítě je zdravý nebo Neferkare mladší je zdravý. O Pepisenebově jméně však mezi archeology ještě stále panují spory.

## Vláda
Podle nejnovějšího čtení Turínském seznamu králů vládl Neferkare Pepiseneb nejméně jeden rok.